# Farfalle
Farfalle er en type pasta der ofte kaldes sommerfuglepasta. Navnet er afledt af det italienske ord farfalle (sommerfugl). I den italienske by Modena kaldes farfalle strichetti.  En større version af farfalle kaldes farfalloni, mens miniatur-udgaven kaldes farfalline.  Farfalle kan spores tilbage til 1500-tallet i Lombardiet og Emilia-Romagna i Norditalien.